# Daphne Ashbrook
Daphne Lee Ashbrook (30 de enero de 1963) es una actriz estadounidense.

## Vida personal
Daphne Ashbrook creció en San Diego, California. Sus padres son la actriz de teatro de San Diego D'ann Paton y el tardío actor y director Buddy Ashbrock. Sus hermanos son el actor Dana Ashbrook y el actor y director Taylor Ashbrook. En 1988 tuvo una hija, Paton Lee Ashbrook, con el actor Lorenzo Lamas, que también es actriz.

## Carrera

### Actriz
Conocida por sus interpretaciones al mismo tiempo cómicas y profundamente emocionales, ha aparecido en muchos papeles en televisión y cine, incluyendo Star Trek: Deep Space Nine (como en Melora en el episodio Melora) y el telefilme de Doctor Who titulado Doctor Who: La película donde interpretó el papel de la acompañante Grace Holloway. Su interpretación en esa película causó consternación entre algunos de los fanes de la serie porque fue el primer personaje que besó románticamente al Doctor, sentando un precedente para la nueva serie que comenzó en 2005, con mucha más carga romántica.
Un viaje que hizo en 2004 al Reino Unido se filmó para el documental de 2005 Daphne Ashbrook in the UK. El documental seguía su trabajo con Doctor Who en su papel como Perfection en el audiodramático de Big Finish Productions The Next Life, trabajando de nuevo con Paul McGann 8 años después de la película. En 2006 interpretó a Charlotte Howell en el audiodramático Dark Shadows: The Book of Temptation para la misma compañía. Hasta el momento ha asistido a dos convenciones de Doctor Who, haciendo muchas entrevistas en varios podcasts relativos con la serie.
Destaca por ser una entre los diez únicos actores, y la única mujer entre ellos, que han aparecido en las franquicias de Star Trek y Doctor Who. Aunque Nana Visitor tenía un papel pequeño en Torchwood: El día del milagro en 2011, ambos personajes de Daphne eran principales, así que también tiene ese record particular.
Sus currículo en cine y televisión incluye Cold Case, CSI, Crossing Jordan, JAG, Se ha escrito un crimen, Judgin Amy, la miniserie Intruders, Guardian, "El halcón callejero, episodio 5" un papel recurrente en The O.C. y un papel protagonista en el drama policíaco Family Honor con Ray Liotta y Eli Wallach. Sus papeles recientes incluyen la película de 2009 de David Ondaatje The Lodger, protagonizada por Alfred Molina, Shane West, Simon Baker y Hope Davis, y papeles como invitada en NCIS, Entre fantasmas y Sin rastro. En 2012 protagoniza la serie de Nickelodeon Hollywood Heights en el papel de Jackie.

### Música y literatura
En 2010 publicó su primer CD musical, Grace Notes en Dharmapala Records con buenas críticas. Las canciones van desde el Roots hasta el Jazz y son en su mayoría versiones de algunos de sus cantantes y compositores favoritos como Joni Mitchell y Patty Griffin. El productor del CD fue el compositor y multinstrumentista David Vito Gregoli. Ha interpretado la música del CD en varias convenciones y otros eventos.
En 2012, Ashbrook publicó sus memorias, Dead Woman Laughing (An actor's take from both sides of the camera). Detalla su vida como actriz y su experiencia al crecer en una familia de artistas. El libro ha recibido buenas críticas y Ashbrook está promoviéndolo en 2013 en varias apariciones públicas, incluyendo convenciones.